# Kannod
Kannod è una suddivisione dell'India, classificata come nagar panchayat, di 15.165 abitanti, situata nel distretto di Dewas, nello stato federato del Madhya Pradesh. In base al numero di abitanti la città rientra nella classe IV (da 10.000 a 19.999 persone).

## Geografia fisica
La città è situata a 22° 40' 0 N e 76° 43' 60 E e ha un'altitudine di 354 m s.l.m..

## Società

### Evoluzione demografica
Al censimento del 2001 la popolazione di Kannod assommava a 15.165 persone, delle quali 7.813 maschi e 7.352 femmine. I bambini di età inferiore o uguale ai sei anni assommavano a 2.308, dei quali 1.208 maschi e 1.100 femmine. Infine, coloro che erano in grado di saper almeno leggere e scrivere erano 9.506, dei quali 5.645 maschi e 3.861 femmine.